# Titan d’Acadie-Bathurst
Der Titan d’Acadie-Bathurst (engl. Acadie-Bathurst Titan) ist eine professionelle kanadische Junioren-Eishockeymannschaft aus Bathurst, New Brunswick, die in der Ligue de hockey junior majeur du Québec (LHJMQ) spielt. Seine Heimspiele trägt das Franchise im K. C. Irving Regional Centre aus.

## Geschichte
1969 wurde das Franchise als National de Rosemont in Rosemont, Québec gegründet, 1971 zog das Team nach Laval um, wo es bis 1998 unter verschiedenen Namen spielte. Seit 1998 ist das Team in Bathurst angesiedelt und spielt unter dem heutigen Namen, wobei das „Acadie“ im Titel für die akadische Bevölkerung der Stadt steht.
Insgesamt gewann das Team sechsmal die Coupe du Président, die Meisterschaft der LHJMQ, davon 1999 und 2018 als Titan d’Acadie-Bathurst. Beim Memorial Cup 1999, die Meisterschaft der Dachorganisation CHL, die jährlich zwischen den Meistern der drei kanadischen Top-Juniorenligen WHL, OHL und LHJMQ ausgespielt wird, scheiterte man allerdings sieglos in der Vorrunde.
In der Saison 1999/00 stellte der Titan die erste Eishockeyspielerin in der LHJMQ-Geschichte auf. Charline Labonté, eine siebzehnjährige Torhüterin aus Québec, stand eine Saison lang im Kader des Teams und absolvierte ein Spiel.
Im Jahre 2018 gewann das Team seinen ersten Memorial Cup.

## Bekannte ehemalige Spieler
Verschiedene Spieler, die ihre Juniorenzeit bei den Titan d'Acadie-Bathurst verbrachten, absolvierten später auch Spiele in der National Hockey League. Einige von ihnen sind:
- Ramzi Abid
- François Beauchemin
- Patrice Bergeron
- Mathieu Carle
- Jean-Philippe Côté
- Jonathan Ferland
- Ryan Flinn
- Bruno Gervais
- Jonathan Girard
- Simon Lajeunesse
- Roberto Luongo
- Mathieu Perreault
- Jeffrey Truchon-Viel

### Gesperrte Nummern
Rückennummern von besonders verdienten Spielern wurden „gesperrt“, das heißt, sie werden heute nicht mehr an andere Spieler vergeben. Diese Nummern sind:
- 10 – Claude Lapointe (benutzt von Jules-Edy Laraque in der Saison 1999/00)
- 17 – Mike Bossy
- 19 – Neil Carnes (benutzt von Ramzi Abid in der Saison 1999/00)
- 21 – Vincent Damphousse
- 22 – Martin Lapointe
- 30 – Gino Odjick (benutzt von Phil Ozga in der Saison 1999/00)
- 37 – Patrice Bergeron
- 66 – Mario Lemieux